# Saison 4 d'Earl
Chronologie
Saison 3
Cet article présente la liste des épisodes de la quatrième saison de la série télévisée Earl (My Name is Earl).

## Épisodes

### Épisode 1:Karma et Cinéma
- États-Unis : 25 septembre 2008 sur NBC
- France : 23 octobre 2010 sur M6

- Seth Green (Buddy Zaks)
- Gregg Binkley (Kenny)
- Trey Carlisle (Earl Jr.)
- Gabrielle Denis (Sassy)
- Dale Dickey (Patty)
- Louis T. Moyle (Dodge)
- Abdoulaye N'Gom (Nescobar-A-Lop-Lop)
- Andy Pessoa (Kenny enfant)
- Mindy Sterling (Mme Zaks)

### Épisode 2:Œil pour œil
- États-Unis : 25 septembre 2008 sur NBC
- France : 30 octobre 2010 sur M6

- Beau Bridges (Carl Hickey)
- Nancy Lenehan (Kay Hickey)
- Bill Suplee (Willie le borgne)
- Patricia Bethune (Diana)
- Noah Crawford (Earl enfant)
- Dale Dickey (Patty)
- David Payner (Clark Clark)
- Rochelle Robinson (Lori)

### Épisode 3:C'est pas le pied
- États-Unis : 2 octobre 2008 sur NBC
- France : 30 octobre 2010 sur M6

- Trey Carlisle (Earl Jr.)
- Gwen McGee (Dr. Brown)
- Louis T. Moyle (Dodge)
- Suzy Nakamura (Phyllis Woohoo)
- Brandon Soo Hoo (Dennis Woohoo)
- Lee Weaver (le SDF)

### Épisode 4:L'Oreille cassée
- États-Unis : 2 octobre 2008 sur NBC
- France : 6 novembre 2010 sur M6

- John Amos (Joe)
- Gregg Binkley (Kenny)
- Kevin Cabell (Joe jeune)
- Brian Norris (Jerry jeune)
- Jerry Van Dyke (Jerry)

### Épisode 5:Cool Johnny
- États-Unis : 9 octobre 2008 sur NBC
- France : 6 novembre 2010 sur M6

- David Arquette (Sweet Johnny)
- Katy Mixon (Sheila)

### Épisode 6:Les Pom-pom brothers
- États-Unis : 16 octobre 2008 sur NBC
- France : 13 novembre 2010 sur M6

- Jenna Elfman (Kimmi Himmler)
- Gabrielle Dennis (Sassy Black)
- Louis T. Moyle (Dodge)

### Épisode 7:Sous le signe de la balance
- États-Unis : 23 octobre 2008 sur NBC
- France : 13 novembre 2010 sur M6

### Épisode 8:Le Mini Sorcier vaudou
- États-Unis : 30 octobre 2008 sur NBC
- France : 20 novembre 2010 sur M6

### Épisode 9:Orange mécanique
- États-Unis : 6 novembre 2008 sur NBC
- France : 20 novembre 2010 sur M6

- Jane Seymour (Elle-même)

### Épisode 10:Ex-femme de sa vie
- États-Unis : 13 novembre 2008 sur NBC
- France : 27 novembre 2010 sur M6

- Silas Weir Mitchell (Donny Jones)
- Jason Priestley (Blake)

### Épisode 11:Le vent soufflera trois fois
- États-Unis : 20 novembre 2008 sur NBC
- France : 27 novembre 2010 sur M6

### Épisode 12:Le Retour à la nature
- États-Unis : 4 décembre 2008 sur NBC
- France : 4 décembre 2010 sur M6

Ewen Bremner (Raynard)

### Épisode 13:Arnaque caritative
- États-Unis : 11 décembre 2008 sur NBC
- France : 4 décembre 2010 sur M6

### Épisode 14:Dur, dur d'être un adulte
- États-Unis : 8 janvier 2009 sur NBC
- France : 18 décembre 2010 sur M6

### Épisode 15:Estrada ou Nada:1repartie
- États-Unis : 15 janvier 2009 sur NBC
- France : 11 décembre 2010 sur M6

Erik Estrada (lui-meme)

### Épisode 16:Estrada ou Nada:2epartie
- États-Unis : 22 janvier 2009 sur NBC
- France : 11 décembre 2010 sur M6

Erik Estrada (lui-meme)

### Épisode 17:La Liste de Randy
- États-Unis : 5 février 2009 sur NBC
- France : 18 décembre 2010 sur M6

### Épisode 18:Les Trois Grâces
- États-Unis : 12 février 2009 sur NBC
- France : 8 janvier 2011 sur M6

- Andrea Parker
- Morgan Fairchild

### Épisode 19:Un agent très secret
- États-Unis : 19 février 2009 sur NBC
- France : 8 janvier 2011 sur M6

Danny Glover (Thomas)

### Épisode 20:L'Étoffe des zéros
- États-Unis : 5 mars 2009 sur NBC
- France : 15 janvier 2011 sur M6

### Épisode 21:Les Enchaînés
- États-Unis : 19 mars 2009 sur NBC
- France : 15 janvier 2011 sur M6

### Épisode 22:Pinky
- États-Unis : 26 mars 2009 sur NBC
- France : 22 janvier 2011 sur M6

### Épisode 23:Montée d'adrénaline
- États-Unis : 16 avril 2009 sur NBC
- France : 22 janvier 2011 sur M6

### Épisode 24:Hallelujah
- États-Unis : 23 avril 2009 sur NBC
- France : 29 janvier 2011 sur M6

### Épisode 25:L'Affaire Ernie Belcher:1repartie
- États-Unis : 30 avril 2009 sur NBC
- France : 29 janvier 2011 sur M6

### Épisode 26:L'Affaire Ernie Belcher:2epartie
- États-Unis : 7 mai 2009 sur NBC
- France : 5 février 2011 sur M6

### Épisode 27:Le Père de Dodge
- États-Unis : 14 mai 2009 sur NBC
- France : 5 février 2011 sur M6